# 김주우
김주우(1982년 6월 9일 ~ )는 대한민국의 SBS 아나운서이다.

## 학력
- 서강대학교 경영학 학사
- 강원과학고등학교 졸업

## 경력
- 2009년: EBS FM
- 2010년: 한국산업기술미디어문화재단 영어 앵커
- 2010년: SBS 아나운서팀 아나운서
- SBS 콘텐츠전략본부 아나운서팀 차장

## 진행

### 텔레비전
- 2011년: SBS 《미소코리아》
- 2011년: SBS 《스타애정촌》
- 2012년: SBS 《브레인 마스터스》
- 2012년 ~ 2015년: 《SBS 5 뉴스》
- 2013년: SBS 《컬처클럽》
- 2014년: SBS 《모닝와이드》
- 2015년: SBS 《세상에서 가장 아름다운 여행》
- 2015년 9월 ~ 2017년 6월: SBS 《생방송 투데이》
- 2015년: SBS 《2015 희망TV SBS》
- 2016년: SBS 《2016 희망TV SBS》
- 2017년: SBS 《2017 희망TV SBS》
- 2019년: SBS 《톡톡 정보 브런치》
- 2019년 ~ : SBS 《접속! 무비월드》
- 2019년 11월 ~ : SBS 《모닝와이드》
- 2021년 9월 ~ 12월 SBS 《건강비결 좋아요》

### 라디오
- 2011년: SBS DMB《김주우의 브라보투데이》
- 2016년 ~ 2025년: SBS 파워FM 《김주우의 팝스테이션》

## 수상
- 2007년 전국 대학생 영어 말하기 대회 금상
- 2018년 2018 아나운서 대회 라디오 진행상 - 음악 부문